# Tithoes
Tithoes (auch Tutu) ist ein altägyptischer Sonnen- und Schöpfungsgott, der erst seit der Spätzeit belegt ist. Sein Name wurde mit dem Determinativ eines fremdländischen Gottes geschrieben. Im Buch der Sothis wurde Tithoes anachronistisch als „Halbgott“ benannt, der vor den ersten irdischen Königen „für 108 Jahre regierte“.

## Mythologische Bedeutung
Tithoes fungierte in der Spätzeit zunächst als Schutzgottheit für Grabanlagen, die sich jedoch bald auch auf das Alltagsleben erweiterte: Er bewachte den Schlaf, vertrieb böse Träume und beseitigte Gefahren. Tithoes gilt als Sohn der Neith, als Gattin wurde ihm die Göttin Tanetpaschai („Die zum Schicksal Gehörige“) hinzugestellt.
In griechisch-römischer Zeit wurde sein Geburtstag am 14. Thot gefeiert, dazu ergänzend das „Fest der Neith mit ihrem Sohn Tithoes“ am 10. Hathyr. Der römische Kaiser Domitian ließ im ersten Jahrhundert n. Chr. zu Ehren von Tithoes seinen einzigen Tempel in der Oase Dachla westlich von Ismant el-Charab im antiken Kellis errichten. Daneben gab es viele ihm gestiftete Votivstelen, sowie römische Münzen mit seinem Bild; beispielsweise finden sich in Kalabscha Reliefs, die Tithoes zeigen.

## Darstellung
Tithoes ist wie etliche spätzeitliche Gottheiten aus verschiedenen Einzelelementen und Charakteristika zusammengesetzt. So wurde er ikonografisch mit Nemes-Kopftuch und Tatenenkrone als Schöpfungsgott dargestellt, wobei die Tatenenkrone auf einem kleinen Beskopf sitzt, der wiederum auf dem Scheitel von Tithoes angebracht war.
Weitere Erscheinungsattribute mit Löwenkörper und Menschenkopf folgten später. Ergänzend kamen in Verbindung zu seinen Funktionen Flügel sowie ein Krokodilkörper und ein Schlangenschwanz hinzu. Die Atef-Krone symbolisierte das „Niederschlagen des Feindes“. Daneben existierten auch  anthropomorphe Darstellungen, in denen er entweder mit Menschenkopf oder löwenköpfig erscheint.